# Eingreifkräfte
Die Eingreifkräfte (EK; englisch intervention forces) waren neben den Stabilisierungskräften und Unterstützungskräften eine der drei Kräftekategorien der Bundeswehr. Die Kräftekategorien wurden im Zuge der Transformation der Bundeswehr 2002–2009 eingeführt. Mit der Neuausrichtung der Bundeswehr ab 2010 entfiel die Kategorisierung.

## Hintergrund und Aufgaben
Die insgesamt 35.000 Soldaten zählenden Verbände der Eingreifkräfte waren vorwiegend zur Krisenintervention vorgesehen und stellen die deutschen Beiträge zu Eingreiftruppen wie der NATO Response Force und die Kräfte für grundsätzlich in nationaler Verantwortung durchzuführende Rettungs- und Evakuierungsoperationen.
Die Eingreifkräfte der Bundeswehr gingen aus den Krisenreaktionskräften (KRK) hervor, die man in den 1990er Jahren, einer Zeit des Umbruches in der Bundeswehr, erstmals zusammenstellte. Es ließ sich jedoch kein klares Schema abzeichnen, welcher Verband zu den KRK zählte oder nicht. Das Konzept der Eingreifkräfte setzte hingegen auf eine Konzentration dieser besonders befähigten Kräfte auf wenige Verbände.
Die Eingreifkräfte besaßen vorrangig die Fähigkeit zur Durchsetzung friedenserzwingender Maßnahmen gegen einen vorwiegend militärisch organisierten Gegner bei möglichst geringen eigenen Verlusten. Dies erfordert den Einsatz von Waffengewalt im Rahmen von vernetzten und multinationalen Operationen hoher Intensität. Sie schafften damit die Voraussetzungen für friedensstabilisierende Operationen, deren Durchführung dann Hauptaufgabe der Stabilisierungskräfte war. Bei Einsätzen zur Konfliktverhütung und Krisenbewältigung konnten diese zwei Kräftekategorien jedoch auch gleichzeitig oder in enger zeitlicher Abfolge zum Einsatz kommen und waren daher zum Zusammenwirken befähigt. Die Eingreifkräfte sollten schnell abrufbar und überall einsetzbar sein.

## Gliederung

### Heer
Das Heer stellte mit 20.700 Soldatinnen und Soldaten den größten Anteil der Eingreifkräfte. Den Hauptteil der Eingreifkräfte stellte die 1. Panzerdivision, die sich von anderen „normalen“ Heeresdivisionen durch eine Vielzahl ständig unterstellter Divisionstruppen zur Kampfunterstützung auszeichnet. Die Kräfte, die das Heer bereitstellte, beherrschten das Gefecht der verbundenen Waffen auf Ebene der Division. Zu den Eingreifkräften zählten auch Truppenteile der Division Schnelle Kräfte, die die Flexibilität der Eingreifkräfte aufgrund ihrer Fähigkeit zu luftbeweglichen Operationen erhöhen. Grundwehrdienstleistende wurden in Verbänden der Eingreifkräfte vorwiegend auf Funktionsdienstposten in Stäben und in Unterstützungsbereichen eingesetzt, so dass die Eingreifkräfte zu großen Teilen aus freiwillig Längerdienenden sowie Berufssoldaten und Soldaten auf Zeit bestanden.
Folgende Verbände waren den Eingreifkräften mit all ihren Truppenteilen fast vollständig zugeordnet:
- 1. Panzerdivision (auch: "Division Eingreifkräfte")
  - Anmerkung: Alle EK außer Logistikbataillon 3 (SK)
  - Anmerkung: Alle EK außer das Pionierbataillon 1 (EK/SK) und das schwere Pionierbataillon 130 (EK/SK) des Pionierregiments 100 (das zu den Einsatzkräften zählende Regiment führt die als EK/SK ausgewiesenen Divisionspioniere bei EK-Missionen.)
- Deutsch-Französische Brigade (deutscher Anteil)
  - Anmerkung: alle deutschen Anteile sind EK
- Luftlandebrigade 26 der Division Schnelle Kräfte
  - Anmerkung: Alle EK außer Luftlandeunterstützungsbataillon 262 (SK)

Folgende Verbände waren gemischte Verbände, die teilweise als Stabilisierungskräfte klassifiziert waren. Diese waren damit
sowohl für Interventions-, als auch friedenserhaltende Missionen vorgesehen und standen dabei teilweise nur in bestimmten Kompanieanteilen für Interventionsmissionen zur Verfügung:
- Pionierbataillon 1 und schweres Pionierbataillon 130 des Pionierregiments 100 der 1. Panzerdivision
- Kommando Spezialkräfte der Division Schnelle Kräfte
- Mittlere Transporthubschrauberregiment 15 der Division Schnelle Kräfte
- Mittlere Transporthubschrauberregiment 25 der Division Schnelle Kräfte

Anmerkung: Die Aufzählung spiegelt nicht die regulären Gliederungen des Heeres wider, sondern nur eine Auflistung der EK-Truppen des Heeres. Für die genauen Verbandsorganisationen und -strukturen bitte die vorhandenen Links beachten.

### Luftwaffe
Die Luftwaffe hatte – einem modularen Ansatz folgend – für alle Verbände prozentual festgelegt, welche Anteile jeweils den drei Kräftekategorien zugeordnet waren. Alle Kampf- und Lufttransportverbände stellten einen Beitrag sowohl zu Eingreif- als auch zu Stabilisierungskräften.

### Marine
Bei der Marine war mit dem Bau der neuen Fregatten der Klasse Baden-Württemberg-Klasse, die die alten Lenkwaffenfregatten der Bremen-Klasse ersetzen sollen, erstmals geplant, ein Schiff für zwei Besatzungen auszulegen. Somit hat das Schiff eine längere Stehzeit in nicht heimischen Gewässern. Nach amerikanischem Vorbild sollen die Besatzungen in einem bestimmten Zyklus rotieren. Des Weiteren war im Gegensatz zum Heer wenig über die Zusammensetzung der Eingreifkräfte der Marine bekannt.

### Streitkräftebasis
- Logistikbrigade 1, Delmenhorst
  - Stab und Stabskompanie, Delmenhorst
  - Logistikbataillon 161, Delmenhorst

Die Logistikbrigade 1 führte bei Interventionseinsätzen das Logistikbataillon 161, welches die Gefechtslogistik, d. h. z. B. die Logistikbataillone der Heeresbrigaden, unterstützte. Das Bataillon sollte dabei die Lücke zwischen der stationären Basislogistik (im Heimatland) und der Gefechtslogistik schließen.